# Județul Vâlcea
Județul Vâlcea este o unitate administrativă situată în sudul României. Județul Vâlcea se întinde pe o suprafață de 5.765 km² și se învecinează cu județele Alba și Sibiu la nord, județul Argeș la est, județul Olt la sud și sud-est, județul Dolj la sud-vest, județul Gorj la vest și județul Hunedoara la nord-vest. Reședința județului este municipiul Râmnicu Vâlcea. Din punct de vedere administrativ, județul Vâlcea este împărțit în 2 municipii, 9 orașe și 78 de comune.
Prin așezarea sa geografică, județul Vâlcea beneficiază de aproape toate formele majore de relief: munți, dealuri subcarpatice, podiș și lunci cu aspect de câmpie, dispuse în trepte de la nord la sud, întregite de defileele Oltului și Lotrului, străjuite de munții Cozia, Căpățânii, Făgăraș, Lotru și Parâng. Aici între masivele de munți se află una din cele mai mari depresiuni intramontane din județ, cunoscută sub numele de Țara Loviștei.
Două treimi din suprafața județului sunt ocupate de Podișul Getic și Subcarpații Getici, cu altitudini între 400–800 m.
Râul Olt străbate județul pe o distanță de 135 km, primind apele a numeroși afluenți din care cel mai important este Lotrul. Acest bazin hidrografic, care se află în partea dreaptă  a Oltului, cuprinde aproape toată suprafața județului. Această rețea hidrografică este întregită de numeroase lacuri: Gâlcescu, Zănoaga Mare, Iezerul Latoriței (lacuri glaciare), Vidra, Brădet, Cornet, Călimănești, Dăești, Râmnicu Vâlcea, Râureni, Govora, Slăvitești, Ionești, Zăvideni, Drăgășani (lacuri artificiale pe Lotru și Olt pentru hidrocentrale) și lacurile sărate de la Ocnele Mari.

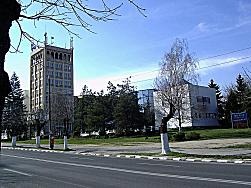
Clădirea Consiliului Județean Vâlcea

Munții cu vaste păduri de conifere și foioase unde trăiesc urși, capre negre, cerbi, căprioare. De asemenea pășuni alpine unde oieritul este ocupația ancestrală a oamenilor locului.
Către dealuri, plantațiile pomicole oferă fructe: mere, pere, prune, nuci, cireși, vișini. Din prelucrarea prunelor, în județ se produce țuica de Horezu și țuica de Vâlcea. Tot pe dealuri, mai spre sudul județului, se cultivă vița de vie din care se produc vinurile de Drăgășani.
Spre granița de sud a județului, câmpia asigură terenuri fertile practicării agriculturii, cultivându-se cerealele (grâu, secară, porumb) sau culturi tehnice.
Bogăția județului Vâlcea este întregită de importante resurse minerale, importante atât pentru economia județului cât și pentru economia națională. De la Cataracterele Lotrului, lângă Voineasa, se exploatează mică, pegmatite de cuarț și fedspat; calcar de la cariera Bistrița din comuna Costești: sare (clorură de sodiu) de la Ocnele Mari; cărbune brun de la Berbești, Alunu, Copăceni; țiței și gaze naturale de la Băbeni, Mădulari, Făurești; izvoare de ape minerale de la Călimănești, Băile Olănești, Băile Govora; hidrocentrale (17 la număr).

## Istoric
În sudul județului, la Bugiulești,  s-au găsit pietre cioplite care au fost descrise ca fiind cele mai vechi urme de hominizi din Europa, apreciate a fi cu circa două milioane de ani î.Hr. și denumite "Australanthropus olteniens",  dar descoperirea nu a fost autentificată de studiile științifice ulterioare. În schimb, săpăturile arheologice de la Bârsești și Govora-sat, din comuna Mihăești, Căzănești, Valea Răii din municipiul Râmnicu Vâlcea, Orlești au scos la iveală mărturii netăgăduite ale locuirii arealului județului în perioada neolitică. Urmează apoi atestarea epocii de bronz prin săpăturile de la Boișoara, Buleta, Bârsești și Govora-sat din comuna Mihăești, orașul Ocnele Mari, Goranu și Râureni din municipiul Râmnicu Vâlcea, Scundu, Ștefănești. Iar epoca de fier este semnalată prin aceleași săpături la Căzănești, Costești, Ocnele Mari, Bârsești, Valea lui Stan.
Fortărețele dacice de la Ocnița, Grădiștea și Tetoiu au format un sistem defensiv ingenios în partea sud-estică a reședinței regilor daci, Sarmizegetusa Regia, din munții Orăștiei.
La Ocnele Mari, săpăturile arheologice efectuate în locul unde a existat cetatea dacică Buridava, cetate menționată de istoricul grec Ptolemeu în scrisurile sale, au scos la iveală bucăți de ceramică cu inscripțiile REB și BUR și o vază pe care scrie „Basileo Thiamarcos Epoiei”. Acesta din urmă este numele unui rege local contemporan cu împăratul roman Octavian Augustus.
Anul 87 a fost anul când armatele romane trimise să cucerească Dacia suferă o înfrângere amară, conducătorul lor Cornelius Fuscus fiind ucis în luptă. Această luptă se dă pe teritoriul județului undeva în Loviștea.
Istoricul român Vasile Pârvan confirmă existența, pe meleagurile vâlcene, a unui număr de fortificații pe râul Olt, cunoscute sub denumirea de Limens Alutanus, construite în perioada 106-271 d.Hr. a dominației romane a Daciei. Acestea, de la nord la sud sunt: Pons Vetus (Câineni), Proaetorius (Copăceni), Arutela (Bivolari), Castra Traiana (Sâmbotin), Buridava romană (Stolniceni), Pons Aluti (Ioneștii Govorii) și Rusidava (Drăgășani).
După retragerea romană din 271, cu toată influența nefastă a năvălirilor popoarelor migratoare, pe teritoriul acestui județ s-a semnalat comunități puternice daco-romane la Costești, Goranu, Inătești, Ioneștii Govorii și Lăcusteni.

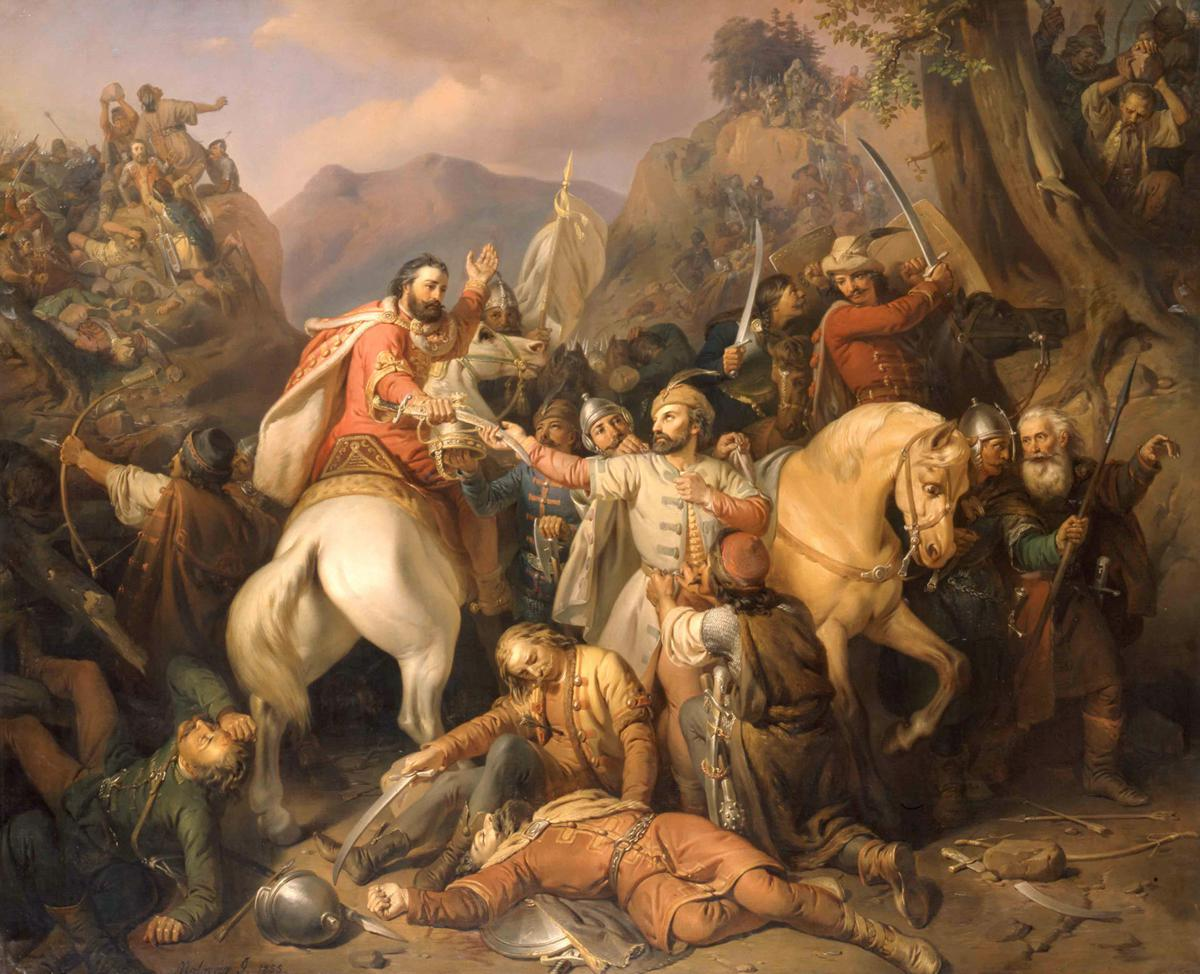
Fuga lui Carol Robert de la Posada

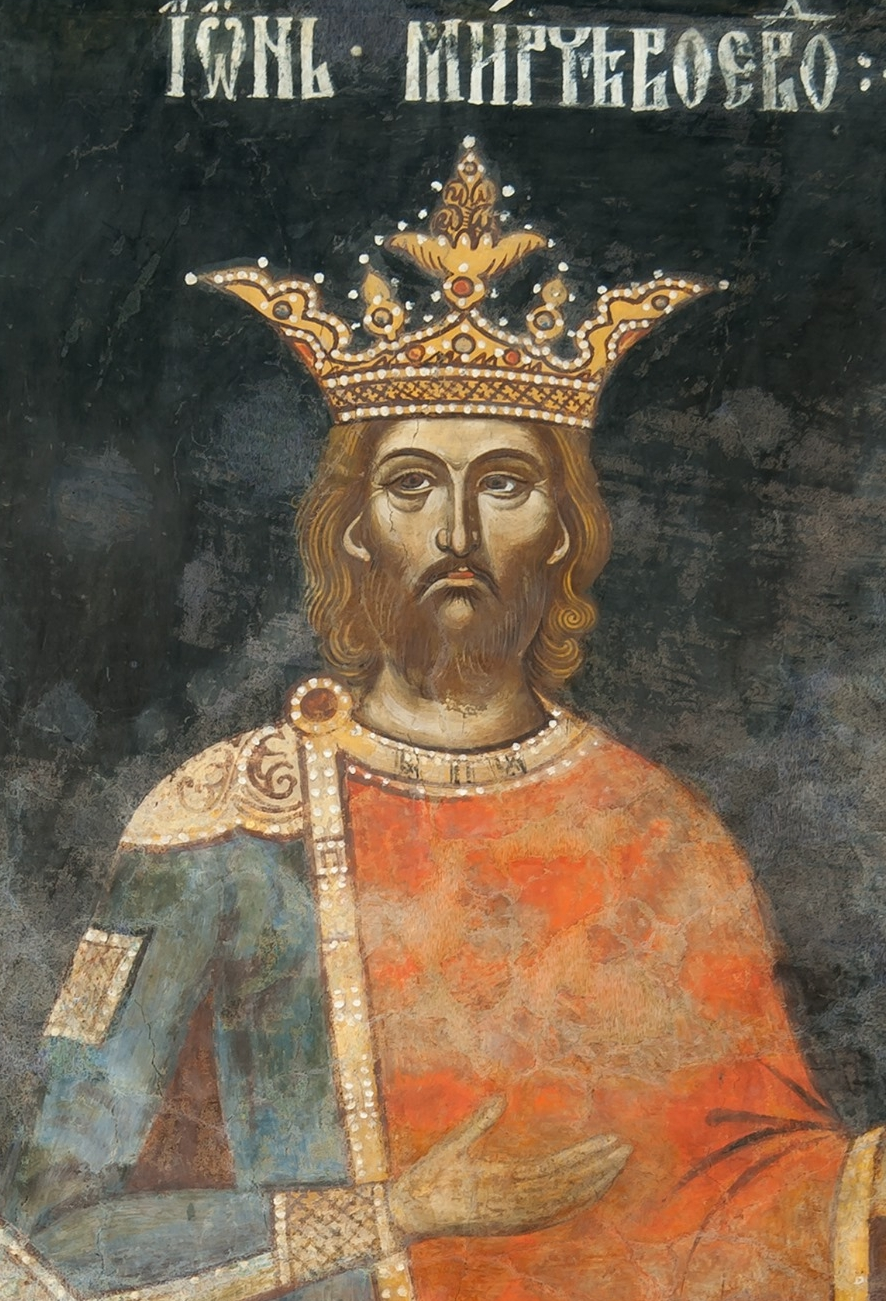
Mircea cel Bătrân domnitorul care atestează Vâlcea ca primul județ

În zona Vâlcea s-a aflat în secolul al XIII-lea cnezatul lui Farcaș. Din traducerea numelui său în slavonă a rezultat numele Vâlcea („farkas” înseamnă în maghiară „lup”, iar în slavonă „vâlc”).
Pe teritoriul județului Vâlcea, în Țara Loviștei la Perișani, este unul din locurile unde este posibil să se fi dat bătălia de la Posada, între 9-12 noiembrie 1330, în care Basarab I a obținut o importantă victorie împotriva lui Carol Robert de Anjou, regele Ungariei, victorie ce condus la independența Țării Românești.
Județul Vâlcea este atestat documentar la 8 ianuarie 1392 printr-un act emis de Mircea cel Bătrân, fiind primul județ atestat documentar în România.
Radu cel Mare a înființat la Râmnicu Vâlcea, în anul 1504, Episcopia Râmnicului - Noul Severin, fapt remarcat și de Paul de Alep care notează că în peregrinările sale a găsit aici o „reședință episcopală”. Biserica poartă hramul Sf. Nicolae, iar frescele au fost realizate de pictorul GheorgheTattarescu.

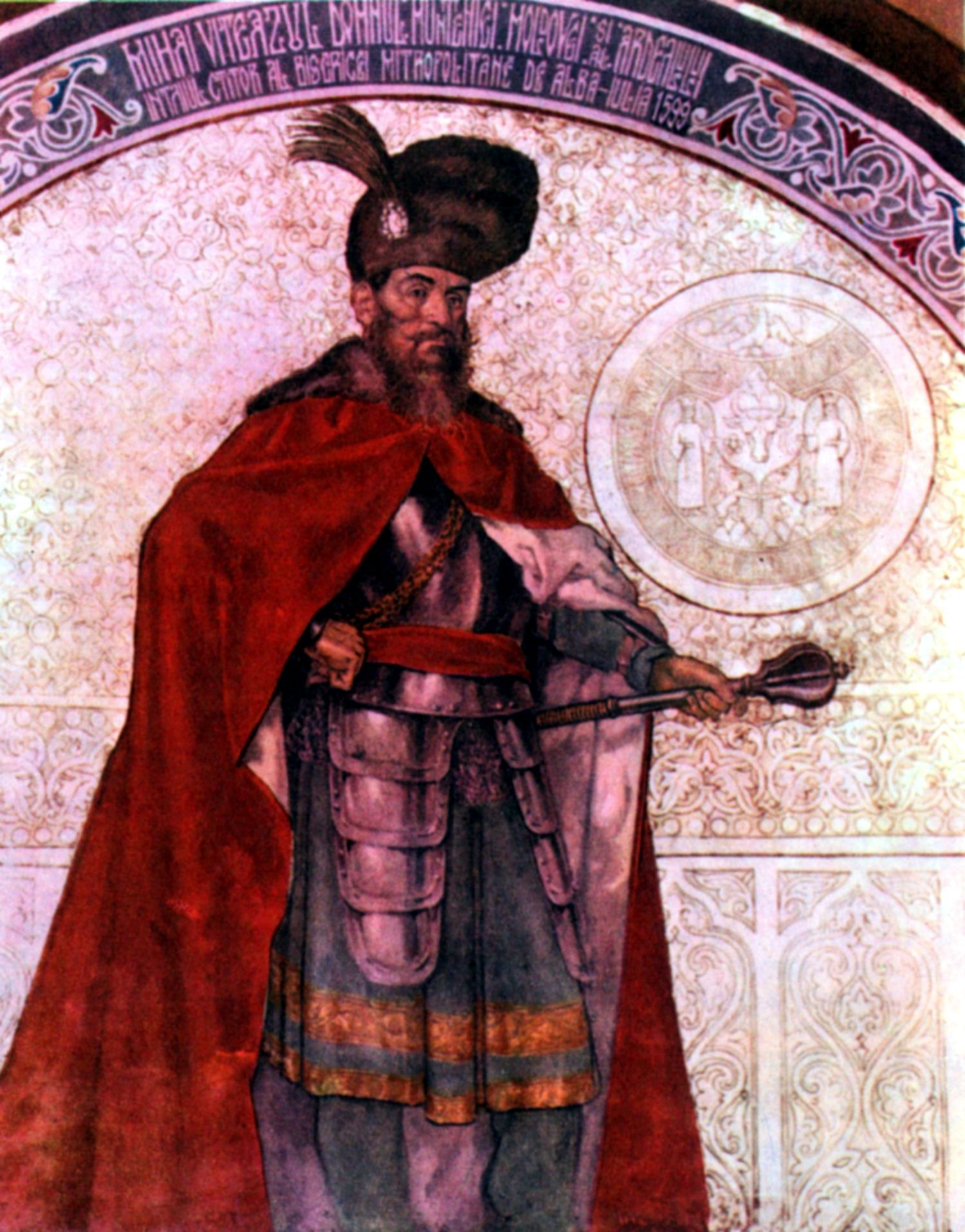
Mihai Viteazul, născut la Drăgoiești

Vechi documente istorice, aflate în custodia arhivei Academiei Române și specificațiilor din Condica Episcopiei Râmnicului, Mihai Viteazul, domnul primei uniri a românilor din toate provinciile, s-a născut la Drăgoești. La Proieni pe malul drept al Oltului, el și-a serbat nunta cu Doamna Stanca într-o veche biserică ortodoxă.
O serie de mănăstiri și așezări monahale amintesc de Mircea cel Bătrân (Mănăstirea Cozia), Constantin Brâncoveanu, domnul erudit care împreună cu Antim Ivireanul au înființat la 1705 prima tipografie în limbă română (Mănăstirea Hurezu), Radu cel Mare și Matei Basarab(Mănăstirea Govora). De asemenea, biserica „Buna Vestire” din municipiul Râmnicu Vâlcea, din fosta cetate a lui Mircea cel Bătrân, este ctitorită de domnitorul Mircea Ciobanul (1545 -1552, 1553 - 1554, 1558 -1559).

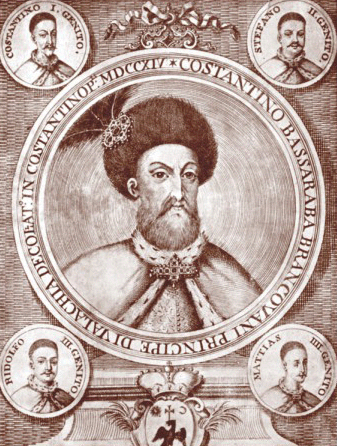
Constantin Brâncoveanu, ctitorul Mănăstirii Horezu

Unice în întregul peisaj al arhitecturii medievale românești sunt cele două cule (case boierești), prima construită la 1516 de Nan Paharnicul și a doua la 1812 de Gheorghe Măldărescu, în comuna Măldărești. Astăzi fac parte din Muzeul de artă medievală Măldărești.
Pe Valea Topologului la 1828 Iancu Bălcescu, fratele revoluționarului pașoptist Nicolae Bălcescu, ridică conacul care dăinuie peste veacuri, azi fiind "Muzeul Nicolae Bălcescu", cu o arhitectonică deosebită.
Între anii 1717-1722, în timpul stăpânirii austriece, a fost construit sectorul de drum pe Valea Oltului dintre Cozia și Câineni, cunoscut ca "Via Carolina", sub conducerea inginerului austriac Franz Schwartz, drum care a avut ca suport vechiul drum roman.
Pe meleagurile vâlcene vatră cu bogate tradiții istorice și culturale, documentele atestă existența școlilor încă din secolele XIV-XV. 

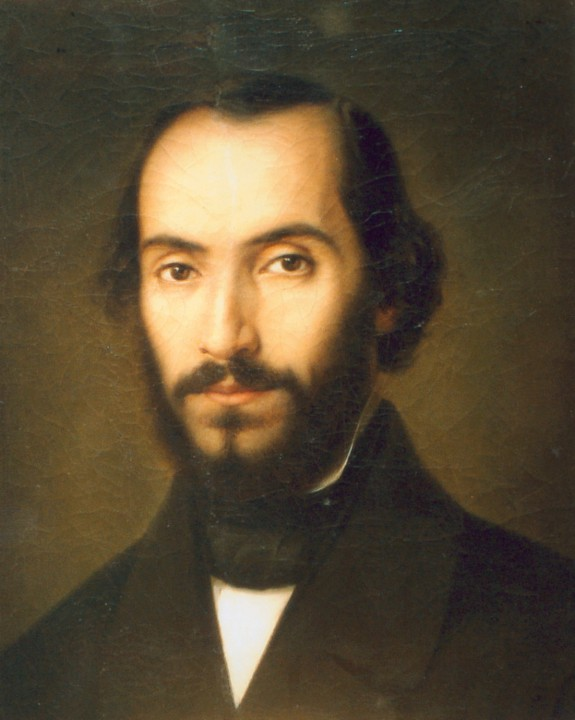
Nicolae Bălcescu, revoluționarul pașoptist cu origini în Vâlcea

La Mănăstirea Cozia funcționa încă din anul 1415 o școală mănăstirească, atestată documentar la 28 martie 1415. Atestarea ei se face și prin hrisoavele domnești din 18 martie 1419, 16 iulie 1436, 17 aprilie 1448. Primul dascăl a fost părintele Sofronie, starețul mănăstirii. Logofătul Filos, logofăt al lui Mircea cel Bătrân, compune versuri și imnuri religioase, desfășurând la Cozia o activitate prodigioasă. Logofătul Filos este considerat primul poet român. La 1649 Mardarie Cozianul pentru interesul școlii alcătuiește "Lexiconul slavo-românesc". Despre funcționarea școlii pomenește la 12 mai 1772 Arhimandritul Ghenadie care a venit la Cozia „din mică copilărie, unde am învățat și carte”  Nu departe de mănăstirea Cozia, la Jiblea (azi cartier al orașului Călimănești), este semnalată în secolul al XVIII-lea o școală sătească condusă de Barbu, fost elev al Coziei.
De existența școlii de la Mănăstirea Govora, mărturii documentare sunt din timpul lui Radu cel Mare, datate 3 mai 1502. La 9 august 1636, Teofan al Ierusalimului menționa ca la Govora funcționează o școală pentru deprinderea meșteșugului tipografic. Cărturarul Melinte Macedoneanul, cu bogate cunoștințe "de elinește și slavonește" a pus, în timpul lui Matei Basarab, bazele unei tipografii.
O însemnare pe un manuscris din secolul al XVII-lea de către Constantin Grămatic (din satul Corbeasa), spune „Să se știe că am șezut la Mănăstirea Bistrița ca să-nvățăm carte”, atestează că la acest așezământ monahal funcționa o școală. Aici cărturari vestiți, ca Mihail Moxa, Teofil, viitor episcop de Vâlcea, Ștefan—viitor mitropolit al Țării Românești—Ioachim Bărbătescu, au transcris sau au redactat numeroase hristoave și cărți. La Bistrița, istoricul Nicolae Iorga menționează că Neagoe Basarab, domn al Țării Românești, „în tinerețea lui capătă cunoștințe de limbă și literatură”.

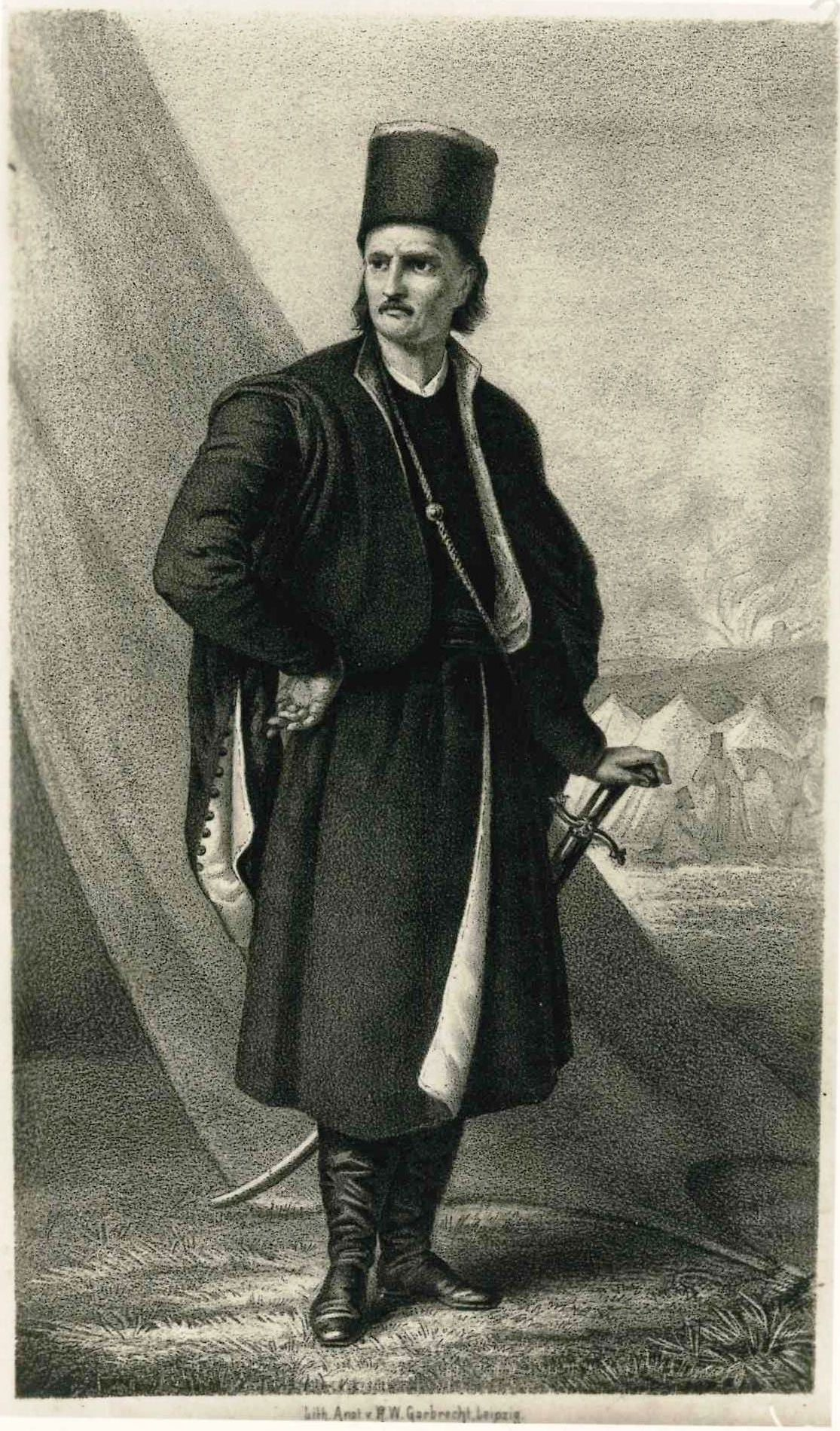
Tudor Vladimirescu, comandantul pandurilor ce a trecut prin județ în drumul către București

Prin județul Vâlcea, la 2 martie 1821, a trecut, în drumul său către București, cu armata sa de panduri, Tudor Vladimirescu. A poposit pe pridvorul școlii sătești din Benești, pe Olteț, școală înființată la 1750 de dascălul grec Hristodor. Această școală, la 1838 s-a transformat în școală preparandă, adică școală care pregătea învățători rurali pentru satele plasei Oltețu.

Steagul național

Tot din Beneștii pe Olteț fiind cărturarul Petrache Poenaru obține la Paris în anul 1827 brevetul de inventator a cea ce se numește „condei portăreț fără sfârșit” (stiloul de azi). Dar, el cărturarul, omul de taină al marelui revoluționar Tudor Vladimirescu, se remarcă prin faptul că este creatorul steagului național românesc, steag purtat pentru prima oară de pandurii acestuia. Este de asemeni cel care editează primul ziar românesc „Foaie de propagandă”, ziarul armatei de panduri a lui Tudor Vladimirescu, organizatorul învățământului național românesc, fondatorul colegiilor naționale din București și Craiova, este membru al Academiei Române din anul 1870.
Trecerea primului domnitor al Țării Românești și al Moldovei unite la 24 ianuarie 1859, Ioan Cuza Vodă, este marcată de o fântână în stânca masivului Căpățânii, lângă Pârâul Poștei, la circa 2 km nord de Mănăstirea Cozia.
Pe la mănăstirea Cozia trece în drumul său spre București dinspre Ardeal poetul Mihai Eminescu. Revoltat de faptul că autoritățile transformaseră ctitoria marelui voievod, Mircea cel Bătrân, în închisoare, scrie în ziarul Timpul din 12 septembrie 1882: „Cozia, unde e înmormântat Mircea I, cel mai mare domn al Țării Românești, acela sub care țara cuprindea amândouă malurile Dunării până-n mare, Cozia, unde e îmormântată familia lui Mihai Vodă Viteazul, un monument istoric aproape egal în vechime cu țara, ce-a devenit? Pușcărie?”.
„...cu un cal cu aproape patru picioare, cari deși avea în aparență patru picioare întregi bietul cal, în realitate cu unul se servea de mare nevoie” . a străbătut, în cabrioleta proprie, dramaturgul Ion Luca Caragiale, revizor școlar pe la 1882.
Alexandru Vlahuță, la începutul de secolului al XX-lea, trecând prin județul Vâlcea, spunea: „Vâlcea e o livadă încântătoare, cu văi străbătute de ape limpezi, cu pajiști înflorite pe sub poalele codrilor, cu sate vesele, pe marginea râurilor, cu drumuri albe și netede...” .

## Populația
Vâlcea - evoluția demografică

|  | Graficele sunt indisponibile din cauza unor probleme tehnice. Mai multe informații se găsesc la Phabricator și la wiki-ul MediaWiki. |

Date: Recensăminte sau birourile de statistică - grafică realizată de Wikipedia

## Muzeul Satului Vâlcean

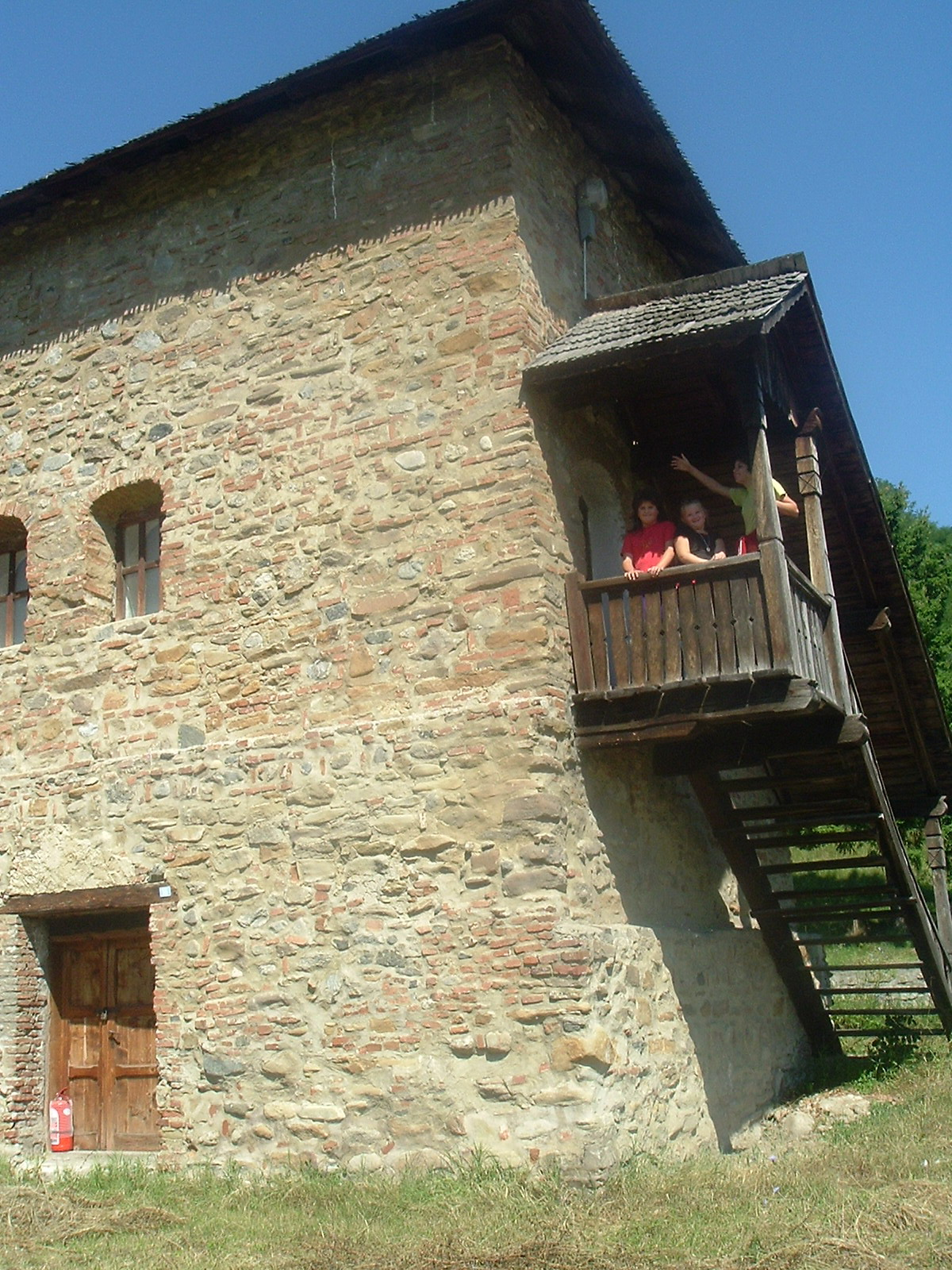
Culă (casă fortificată din zona Bujoreni)
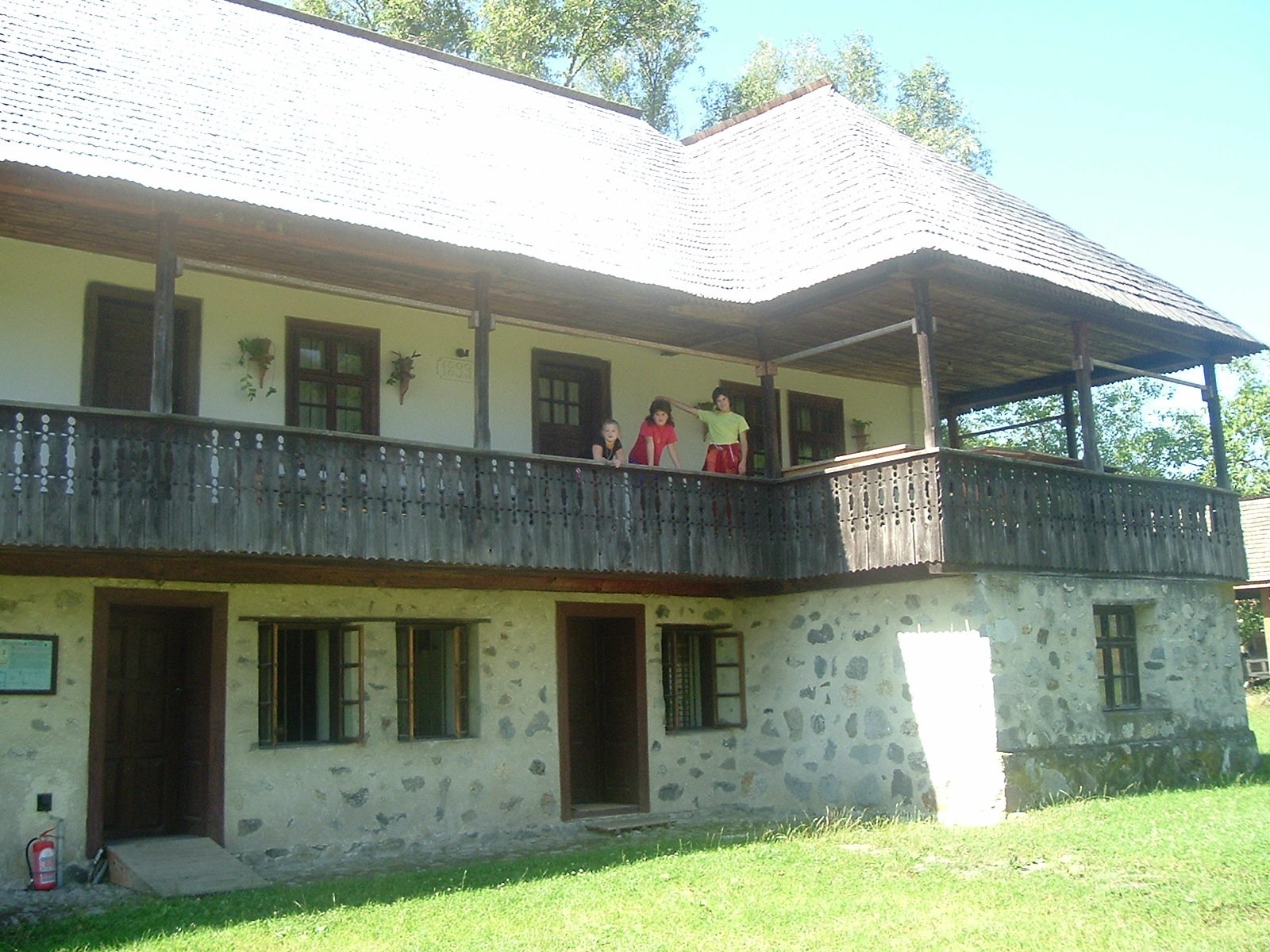
Han rural
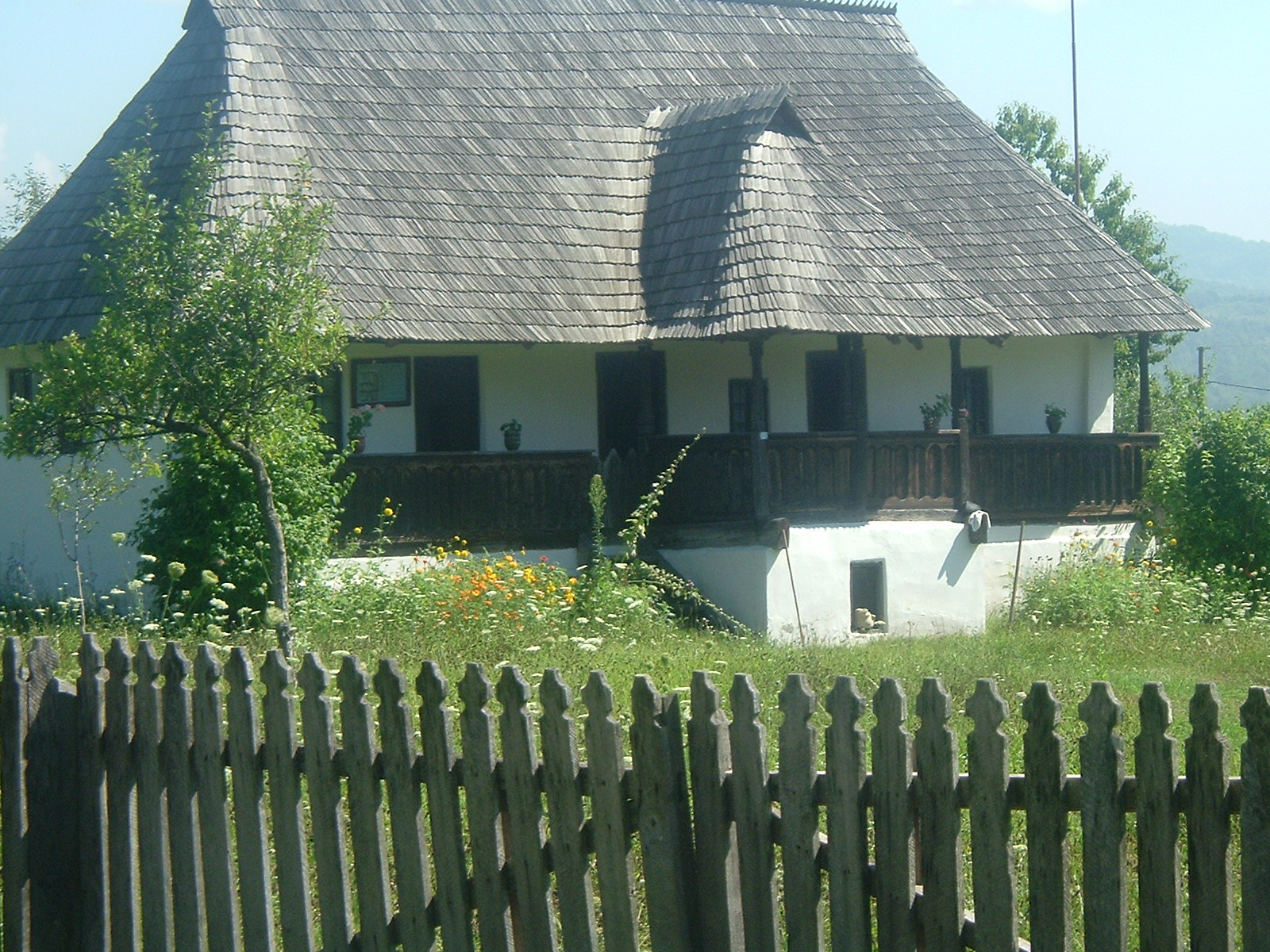
Casă rurală
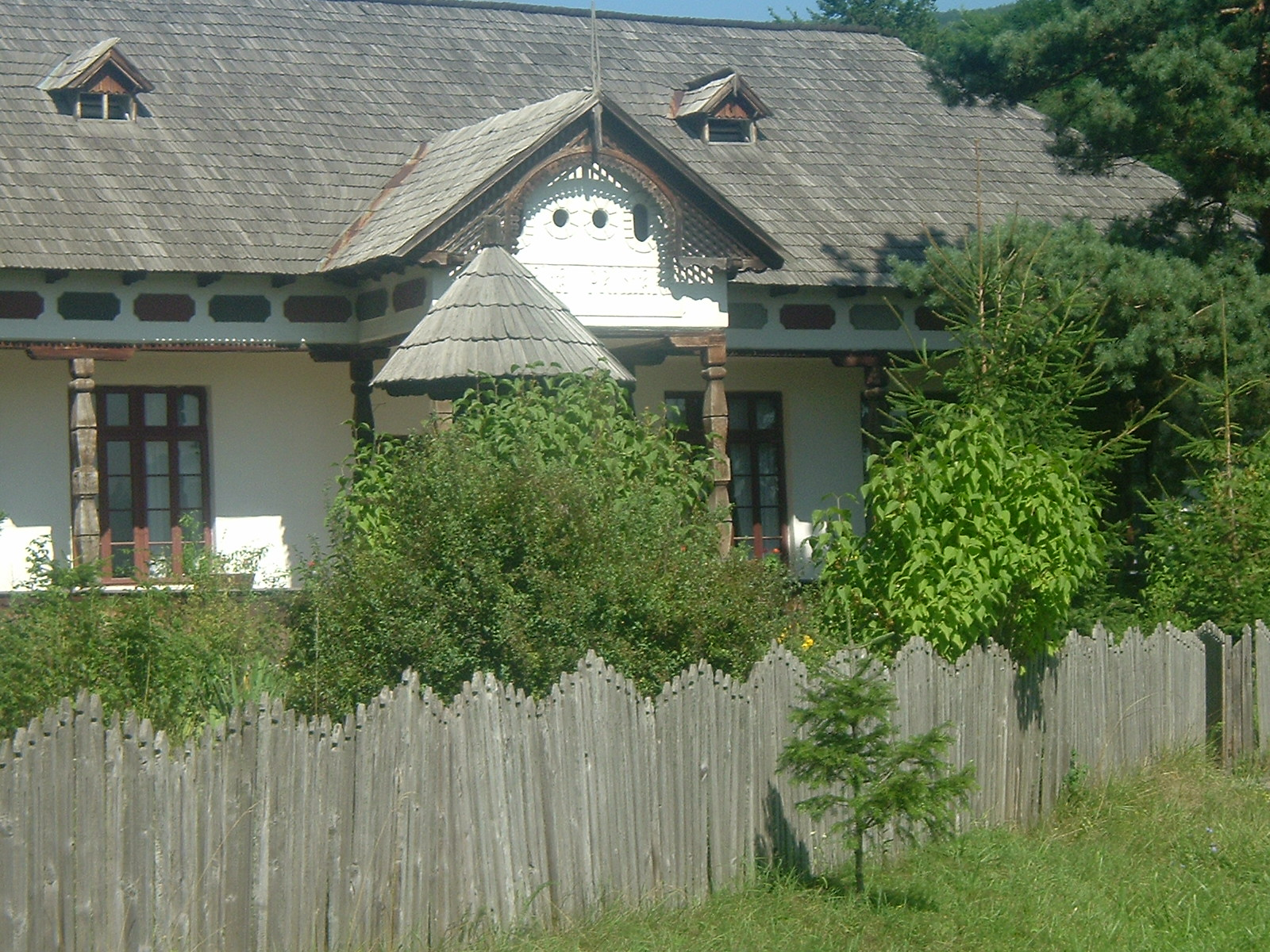
Școală rurală la început de secol XX
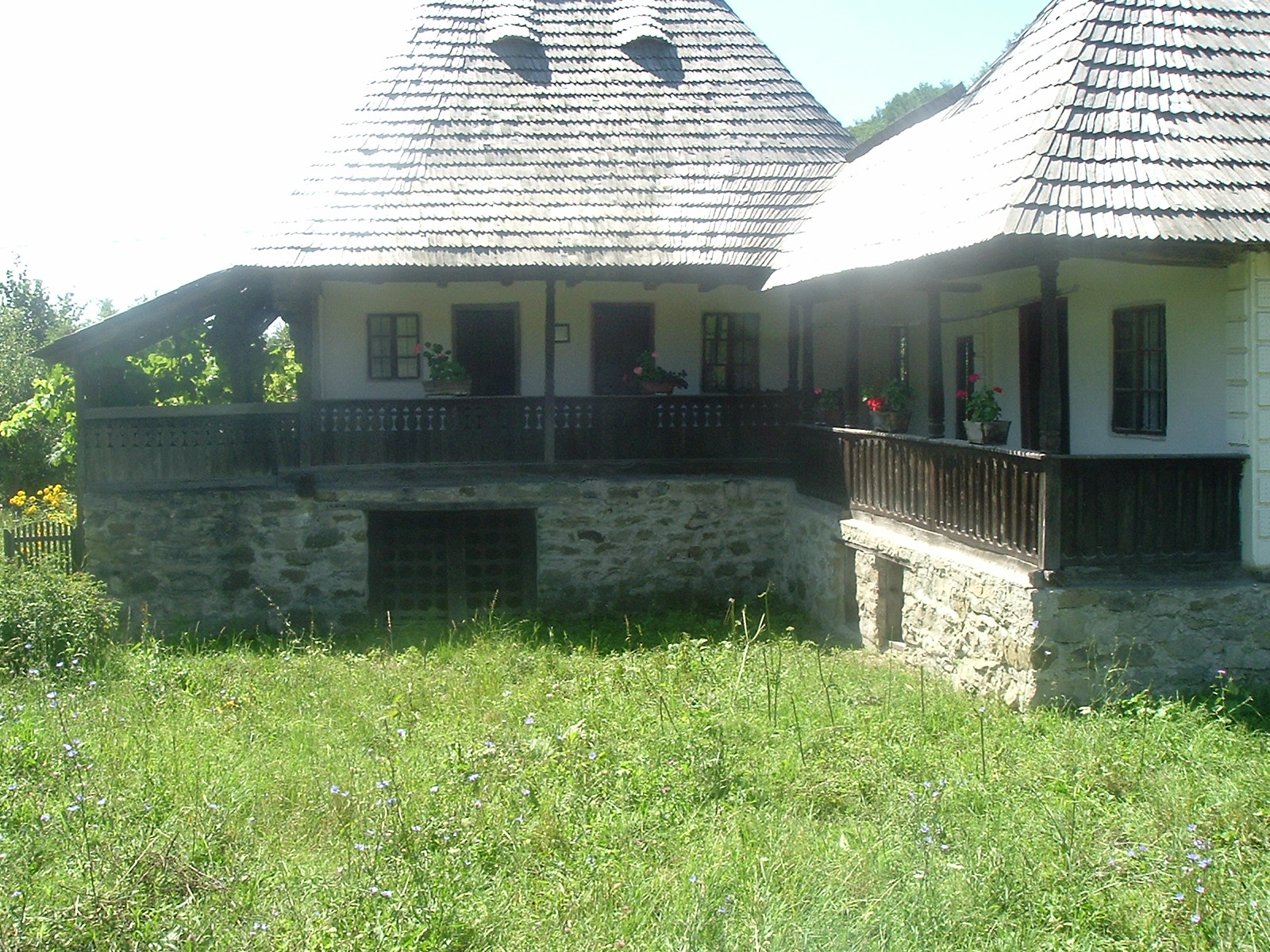
Casă rurală
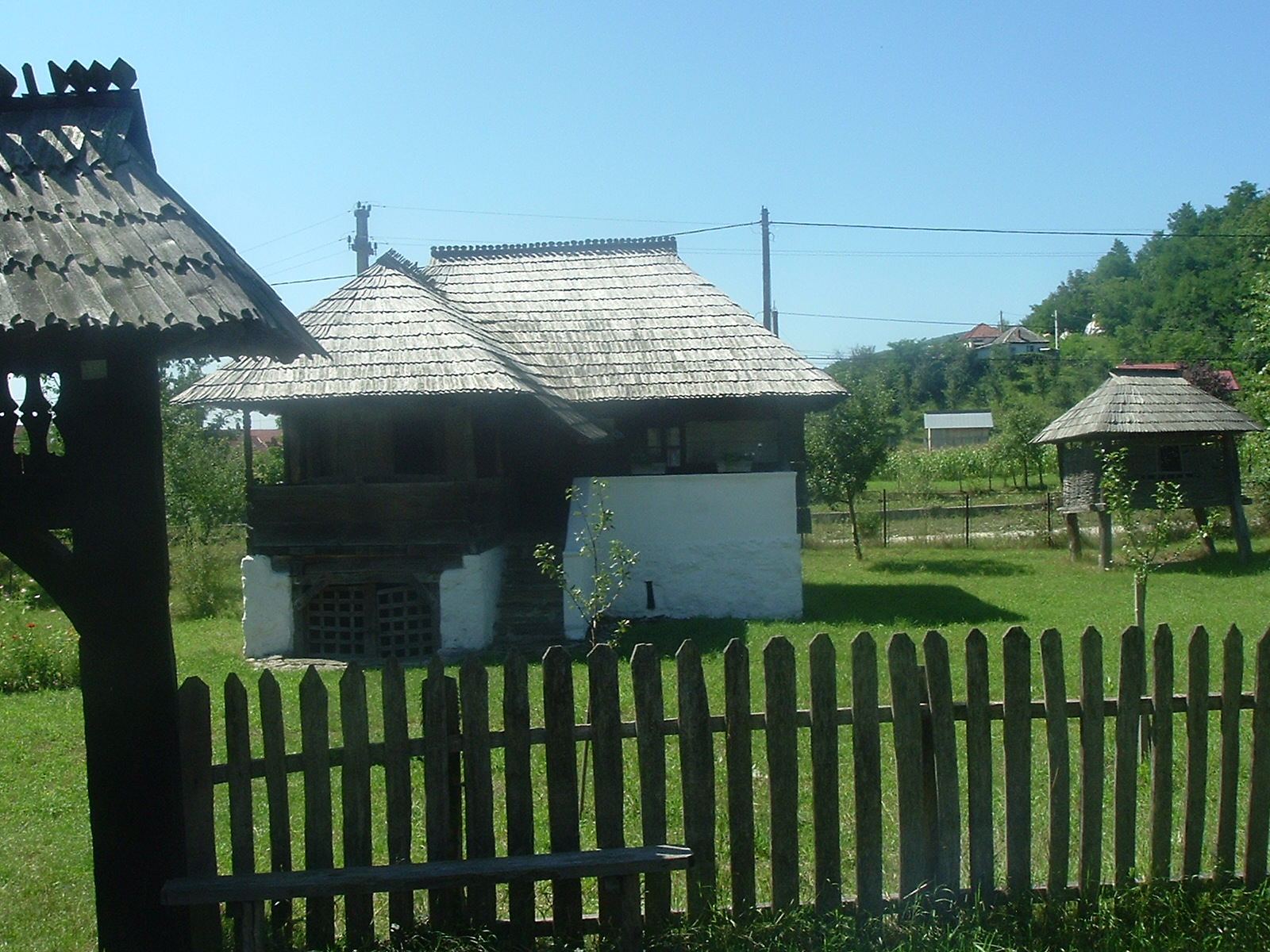
Casă rurală

## Economie
Principalele ramuri economice ale județului Vâlcea sunt agricultura, industria chimică, industria lemnului, industria alimentară ,etc. 
Industria chimică este reprezentată de fabrici și combinate precum Oltchim S.A., Uzinele Sodice Govora, ambele aflate la distanță de 10 km față de Râmnicu Vâlcea.
Industria energetică: hidrocentrale construite de-a lungul râurilor Olt și Lotru (Barajul Lotru-Ciunget). Industria lemnului este prezentă la Râmnicu Vâlcea și Brezoi.
- Mai multe informații pe situl Camerei de Comerț și Industrie Vâlcea.

### Agricultura
- Industria morăritului și panificației: la Râmnicu Vâlcea, reprezentată de firmele Boromir și Vel Pitar.
- Industria cărnii: la Râmnicu Vâlcea, reprezentată de Fabrica de Carne Diana.
- Industria de vinificație: la Drăgășani.
- Industria alimentară: de conserve din legume și fructe, bere: la Râmnicu Vâlcea.

## Diviziuni administrative
Județul este format din 89 unități administrativ-teritoriale: 2 municipii, 9 orașe și 78 de comune.
Lista de mai jos conține unitățile administrativ-teritoriale din județul Vâlcea.
| Stemă              | Nume               | Tip de localitate            | Populație          | Imagine            |
| Municipii și orașe | Municipii și orașe | Municipii și orașe           | Municipii și orașe | Municipii și orașe |
| ------------------ | ------------------ | ---------------------------- | ------------------ | ------------------ |
|                    | Drăgășani          | municipiu                    | 17.871             |                    |
|                    | Râmnicu Vâlcea     | municipiu reședință de județ | 98.776             |                    |
|                    | Berbești           | oraș                         | 4.836              |                    |
|                    | Brezoi             | oraș                         | 6.022              |                    |
|                    | Băbeni             | oraș                         | 8.451              |                    |
|                    | Băile Govora       | oraș                         | 2.449              |                    |
|                    | Băile Olănești     | oraș                         | 4.186              |                    |
|                    | Bălcești           | oraș                         | 4.864              |                    |
|                    | Călimănești        | oraș                         | 7.622              |                    |
|                    | Horezu             | oraș                         | 6.263              |                    |
|                    | Ocnele Mari        | oraș                         | 3.309              |                    |
| Comune             |                    |                              |                    |                    |
|                    | Alunu              | comună                       | 4.109              |                    |
|                    | Amărăști           | comună                       | 1.826              |                    |
|                    | Berislăvești       | comună                       | 2.769              |                    |
|                    | Boișoara           | comună                       | 1.313              |                    |
|                    | Budești            | comună                       | 5.694              |                    |
|                    | Bujoreni           | comună                       | 4.410              |                    |
|                    | Bunești            | comună                       | 2.639              |                    |
|                    | Bărbătești         | comună                       | 3.318              |                    |
|                    | Cernișoara         | comună                       | 3.782              |                    |
|                    | Copăceni           | comună                       | 2.603              |                    |
|                    | Costești           | comună                       | 3.244              |                    |
|                    | Crețeni            | comună                       | 2.151              |                    |
|                    | Câineni            | comună                       | 2.500              |                    |
|                    | Diculești          | comună                       | 1.981              |                    |
|                    | Drăgoești          | comună                       | 1.980              |                    |
|                    | Dăești             | comună                       | 2.899              |                    |
|                    | Dănicei            | comună                       | 2.041              |                    |
|                    | Frâncești          | comună                       | 4.988              |                    |
|                    | Fârtățești         | comună                       | 3.976              |                    |
|                    | Făurești           | comună                       | 1.559              |                    |
|                    | Galicea            | comună                       | 3.748              |                    |
|                    | Ghioroiu           | comună                       | 1.822              |                    |
|                    | Glăvile            | comună                       | 2.027              |                    |
|                    | Golești            | comună                       | 2.540              |                    |
|                    | Grădiștea          | comună                       | 2.622              |                    |
|                    | Gușoeni            | comună                       | 1.535              |                    |
|                    | Ionești            | comună                       | 4.130              |                    |
|                    | Laloșu             | comună                       | 2.478              |                    |
|                    | Livezi             | comună                       | 2.301              |                    |
|                    | Lungești           | comună                       | 3.045              |                    |
|                    | Lăcusteni          | comună                       | 1.477              |                    |
|                    | Lădești            | comună                       | 2.036              |                    |
|                    | Lăpușata           | comună                       | 2.154              |                    |
|                    | Malaia             | comună                       | 1.703              |                    |
|                    | Mateești           | comună                       | 3.096              |                    |
|                    | Mihăești           | comună                       | 6.443              |                    |
|                    | Milcoiu            | comună                       | 1.265              |                    |
|                    | Mitrofani          | comună                       | 945                |                    |
|                    | Muereasca          | comună                       | 2.467              |                    |
|                    | Măciuca            | comună                       | 1.797              |                    |
|                    | Mădulari           | comună                       | 1.459              |                    |
|                    | Măldărești         | comună                       | 1.809              |                    |
|                    | Nicolae Bălcescu   | comună                       | 3.462              |                    |
|                    | Olanu              | comună                       | 2.890              |                    |
|                    | Orlești            | comună                       | 3.198              |                    |
|                    | Oteșani            | comună                       | 2.641              |                    |
|                    | Perișani           | comună                       | 2.326              |                    |
|                    | Pesceana           | comună                       | 1.692              |                    |
|                    | Pietrari           | comună                       | 2.881              |                    |
|                    | Popești            | comună                       | 2.972              |                    |
|                    | Prundeni           | comună                       | 3.990              |                    |
|                    | Păușești           | comună                       | 2.717              |                    |
|                    | Păușești-Măglași   | comună                       | 3.992              |                    |
|                    | Racovița           | comună                       | 1.822              |                    |
|                    | Roești             | comună                       | 2.105              |                    |
|                    | Roșiile            | comună                       | 2.759              |                    |
|                    | Runcu              | comună                       | 980                |                    |
|                    | Scundu             | comună                       | 1.861              |                    |
|                    | Sinești            | comună                       | 2.297              |                    |
|                    | Slătioara          | comună                       | 3.293              |                    |
|                    | Stoenești          | comună                       | 3.409              |                    |
|                    | Stoilești          | comună                       | 3.747              |                    |
|                    | Stroești           | comună                       | 2.809              |                    |
|                    | Stănești           | comună                       | 1.270              |                    |
|                    | Sutești            | comună                       | 2.031              |                    |
|                    | Sălătrucel         | comună                       | 1.983              |                    |
|                    | Tetoiu             | comună                       | 2.683              |                    |
|                    | Titești            | comună                       | 898                |                    |
|                    | Tomșani            | comună                       | 3.729              |                    |
|                    | Vaideeni           | comună                       | 3.946              |                    |
|                    | Valea Mare         | comună                       | 2.610              |                    |
|                    | Vlădești           | comună                       | 2.883              |                    |
|                    | Voicești           | comună                       | 1.612              |                    |
|                    | Voineasa           | comună                       | 1.455              |                    |
|                    | Zătreni            | comună                       | 2.498              |                    |
|                    | Șirineasa          | comună                       | 2.404              |                    |
|                    | Ștefănești         | comună                       | 3.248              |                    |
|                    | Șușani             | comună                       | 3.291              |                    |

## Politică și administrație
Județul Vâlcea este administrat de un consiliu județean format din 32 consilieri. În urma alegerilor locale din 2024, consiliul este prezidat de Constantin Rădulescu de la PSD, iar componența politică a Consiliului este următoarea:
|  | Partid                          | Consilieri | Componența Consiliului | Componența Consiliului | Componența Consiliului | Componența Consiliului | Componența Consiliului | Componența Consiliului | Componența Consiliului | Componența Consiliului | Componența Consiliului | Componența Consiliului | Componența Consiliului | Componența Consiliului | Componența Consiliului | Componența Consiliului | Componența Consiliului | Componența Consiliului | Componența Consiliului | Componența Consiliului | Componența Consiliului |
|  | ------------------------------- | ---------- | ---------------------- | ---------------------- | ---------------------- | ---------------------- | ---------------------- | ---------------------- | ---------------------- | ---------------------- | ---------------------- | ---------------------- | ---------------------- | ---------------------- | ---------------------- | ---------------------- | ---------------------- | ---------------------- | ---------------------- | ---------------------- | ---------------------- |
|  | Partidul Social Democrat        | 19         |                        |                        |                        |                        |                        |                        |                        |                        |                        |                        |                        |                        |                        |                        |                        |                        |                        |                        |                        |
|  | Partidul Național Liberal       | 10         |                        |                        |                        |                        |                        |                        |                        |                        |                        |                        |                        |                        |                        |                        |                        |                        |                        |                        |                        |
|  | Alianța pentru Unirea Românilor | 3          |                        |                        |                        |                        |                        |                        |                        |                        |                        |                        |                        |                        |                        |                        |                        |                        |                        |                        |                        |